# Circuito di Buenos Aires
L'autodromo Juan e Oscar Gálvez è un circuito situato in Argentina, alla periferia Sud della capitale Buenos Aires. Ha ospitato tutte le venti edizioni del Gran Premio d'Argentina di Formula 1 (dal 1953 al 1958, nel 1960, dal 1972 al 1975, dal 1977 al 1981 e dal 1995 al 1998) e dieci del Gran Premio d'Argentina del Motomondiale (dal 1961 al 1963, dal 1981 al 1982, nel 1987, dal 1994 al 1995 e dal 1998 al 1999).

## Storia

### Formula 1

La configurazione di 3.912 metri utilizzata per la F1 in senso antiorario nel 1953 ed in senso orario dal 1954 al 1958 e nel 1960

Inaugurato con il nome di Autodromo de 17 de Octobre ed in seguito dedicato al pilota Oscar Alfredo Gálvez, nacque per via del grande interesse di Juan Perón nei confronti dello sviluppo dell'automobilismo in Argentina. All'epoca il tracciato misurava 3.912 metri ed era caratterizzato da una prima parte veloce composta da due rettifili uniti dalla curva Numero Uno a cui seguiva una parte mista che terminava nel tornante Tobogan; questa configurazione ospitò le prime sei edizioni del gran premio (di cui la prima in senso antiorario) e quella del 1960.

La configurazione di 3.345 metri utilizzata dal 1972 al 1973

Nel 1972 il tracciato venne ridotto a 3.345 metri a seguito di una modifica della curva Tobogan; su questa configurazione si corse anche l'anno seguente. 

La configurazione di 5.968 metri utilizzata in F1 dal 1974 al 1975 e dal 1977 al 1981

Nel 1974 ci fu una modifica più radicale in cui vennero creati due rettilinei paralleli fra loro e uniti da un ampio curvone chiamato Salotto, che correvano lungo le sponde di un piccolo lago che sorge nei pressi dell'autodromo; la lunghezza del tracciato diventò di 5.968 metri e si corse con questa configurazione fino al 1981 tranne che nel 1976 a causa della delicata situazione politica che porterà al Colpo di Stato del 24 marzo. Nelle quattro edizioni corse tra il 1995 e il 1998, si tornò ad una configurazione più simile a quella del passato; la lunghezza era di 4.259 metri, il prolungamento lungo il lago venne abbandonato e, rispetto alla prima versione, al posto della Curva Numero Uno vi era una serie di curve lente che spezzavano l'unione fra i due rettilinei principali. Tale configurazione non era molto amata dai piloti tanto che, assieme all'assenza di lavori per l'adeguamento delle strutture di sostegno al gran premio, fu tra le cause che portò all'abbandono del circuito da parte della Formula 1.

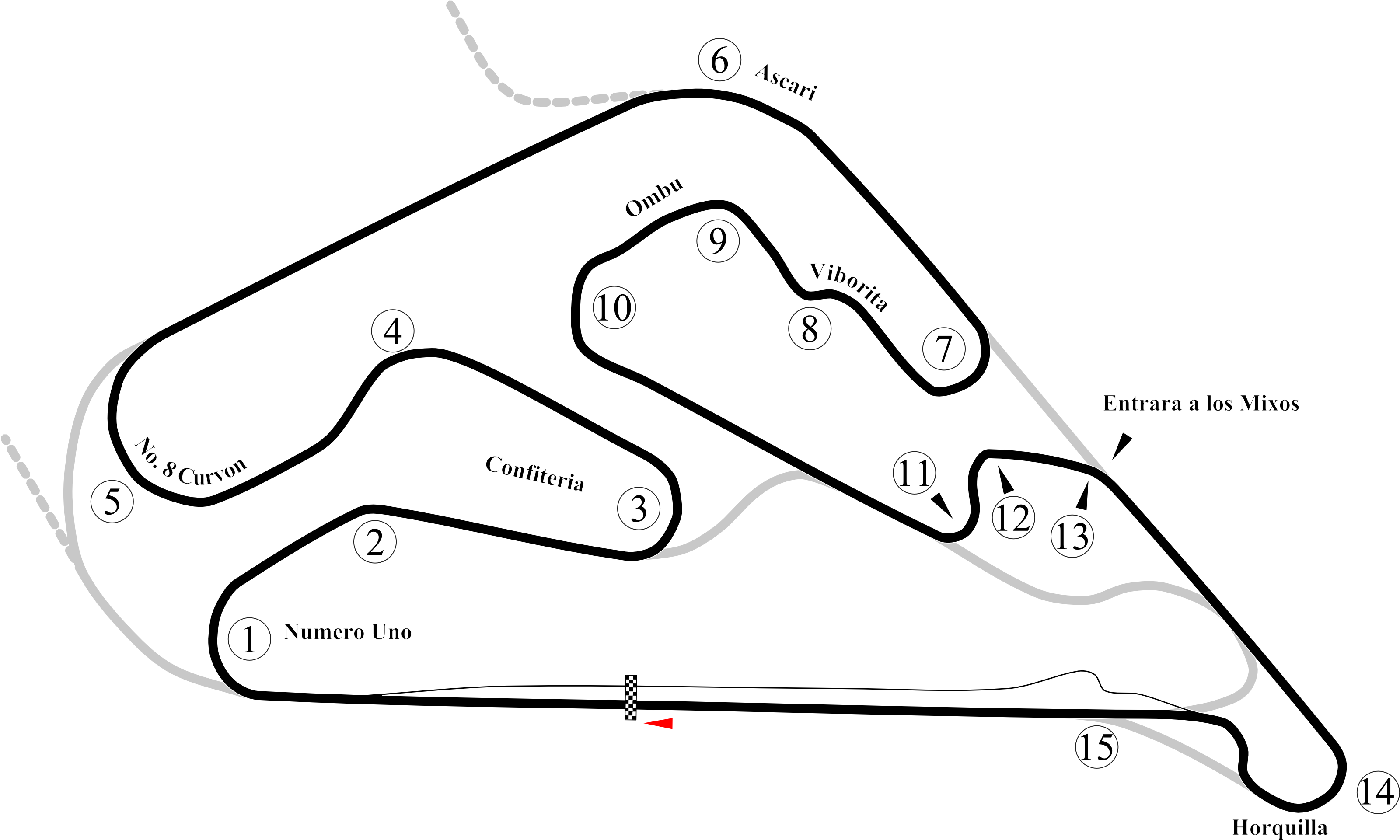
Il tracciato utilizzato per i Gran Premi di Argentina di F1 dal 1995 al 1998

### Motomondiale
Il Motomondiale presentò la sua prima gara al di fuori dell'Europa proprio recandosi su questo circuito, in occasione del Gran Premio d'Argentina 1961; ospitò anche le due edizioni successive per poi riapprodate nel 1981, dopo una pausa di 18 anni. In totale furono 10 le edizioni del gran premio valide per le classifiche iridate, di cui l'ultima disputata nel 1999.